# Molvena melaleuca
Molvena melaleuca är en fjärilsart som beskrevs av George Francis Hampson 1909. Molvena melaleuca ingår i släktet Molvena och familjen nattflyn. Inga underarter finns listade i Catalogue of Life.